# Brennan Elliott
Brennan Elliott (* 24. März 1975 in Calgary, Alberta) ist ein kanadischer Schauspieler. Bekanntheit erlangte er vor allem durch die Rolle des Dr. Nick Biancavilla aus der Krankenhausserie Strong Medicine: Zwei Ärztinnen wie Feuer und Eis.

## Leben und Karriere
Brennan Elliott wurde in der Stadt Calgary geboren, wo er auch aufwuchs. Nach dem Schulabschluss zog er nach New York, wo er an der Juilliard School studierte. Nach einem Auftritt in einem Kurzfilm 1991 gab er 1996 in dem Film Stone Coats sein Schauspieldebüt vor der Kamera. Anschließend trat er in den Serien Viper, Madison, Outer Limits – Die unbekannte Dimension, Die Fälle der Shirley Holmes, Das Netz – Todesfalle Internet und Poltergeist – Die unheimliche Macht auf. 1999 übernahm er eine kleine Rolle in der kanadisch-US-amerikanisch-deutschen Co-Produktion des Thrillers Doppelmord eine kleine Rolle. Ab dem Jahr 2000 war er in der Krankenhausserie Strong Medicine: Zwei Ärztinnen wie Feuer und Eis als Dr. Nick Biancavilla in einer der Hauptrollen zu sehen. Die Rolle spielte er bis 2005 in über 80 Episoden.
Seit seinem Engagement bei Strong Medicine folgten Serienauftritte in Monk, Without a Trace – Spurlos verschwunden, Dr. House, Blind Justice – Ermittler mit geschärften Sinnen, CSI: Vegas, Cold Case – Kein Opfer ist je vergessen, Desperate Housewives, Grey’s Anatomy, Bones – Die Knochenjägerin, Ghost Whisperer – Stimmen aus dem Jenseits, Castle, Private Practice, CSI: Miami, Drop Dead Diva, Navy CIS, Rizzoli & Isles, Flashpoint – Das Spezialkommando, Hawaii Five-0, Criminal Minds, The Crazy Ones und The Catch. 2006 stellte Elliott im Fernsehfilm Flight 93 – Todesflug am 11. September den Flugpassagier Todd Beamer dar. Von 2006 bis 2007 wirkte er in der Mystery-Serie 4400 – Die Rückkehrer in der dritten und vierten Staffel in der Rolle des Ben Saunders mit. 
2013 wurde er im Horrorfilm Curse of Chucky für die Rolle des Ian besetzt. Von 2013 bis 2015 gehörte Elliott in der Rolle des Will Saget zur Hauptbesetzung der Serie Cedar Cove – Das Gesetz des Herzens. Nach Beendigung dieser war er von 2015 bis 2018 als Graham in allen vier Staffeln der Serie UnREAL zu sehen. Für die letzten beiden Staffeln wurde die Rolle von einer Neben- zu einer Hauptfigur ausgebaut. 2014 übernahm er eine Nebenrolle im Spielfilm Nachts im Museum: Das geheimnisvolle Grabmal. In der jüngeren Vergangenheit trat Elliott in mehreren Fernsehfilmen der Reihen ALl of My Heart, Flower Shop Mystery und Crossword Mysteries auf, bei denen er auch als Produzent beteiligt ist.
Elliott ist seit 2011 mit Cami Elliott verheiratet. Zusammen sind sie Eltern von zwei Kindern. Sie leben in Studio City, einem Stadtteil von Los Angeles.

## Filmografie (Auswahl)
- 1991: Tom Cochrane: Life Is a Highway (Kurzfilm)
- 1996: Stone Coats
- 1997: Viper (Fernsehserie, Episode 3x09)
- 1997: Madison (Fernsehserie, 3 Episoden)
- 1998: Outer Limits – Die unbekannte Dimension (Outher Limts, Fernsehserie, Episode 4x16)
- 1998: Die Fälle der Shirley Holmes (The Adventures of Shirley Holmes, Fernsehserie, Episode 3x09)
- 1998: Future House (Fernsehfilm)
- 1998–1999: First Wave – Die Prophezeiung (First Wave, Fernsehserie, 2 Episoden)
- 1999: Das Netz – Todesfalle Internet (The Net, Fernsehserie, Episode 1x17)
- 1999: Convergence
- 1999: Doppelmord (Double Jeopardy)
- 1999: Poltergeist – Die unheimliche Macht (Poltergeist: The Legacy, Fernsehserie, Episode 4x18)
- 1999: Silencer – Lautlose Killer (The Silencer)
- 2000: G-Saviour (Fernsehfilm)
- 2000–2005: Strong Medicine: Zwei Ärztinnen wie Feuer und Eis (Strong Medicine, Fernsehserie, 88 Episoden)
- 2004: North Shore (Fernsehserie, Episode 1x05)
- 2004: Monk (Fernsehserie, Episode 3x04)
- 2004: Without a Trace – Spurlos verschwunden (Without a Trace, Fernsehserie, Episode 3x05)
- 2004: Dr. House (House M.D., Fernsehserie, Episode 1x07)
- 2005: Eyes (Fernsehserie, Episode 1x03)
- 2005: Blind Justice – Ermittler mit geschärften Sinnen (Blind Justice, Fernsehserie, 3 Episoden)
- 2005: CSI: Vegas (CSI: Crime Scene Investigation, Fernsehserie, 2 Episoden)
- 2006: Flight 93 – Todesflug am 11. September (Flight 93, Fernsehfilm)
- 2006: Cold Case – Kein Opfer ist je vergessen (Cold Case, Fernsehserie, 4 Episoden)
- 2006: Women in Law (Fernsehserie, 2 Episoden)
- 2006–2007: What About Brian (Fernsehserie, 4 Episoden)
- 2006–2007: 4400 – Die Rückkehrer (4400, Fernsehserie, 6 Episoden)
- 2007: Desperate Housewives (Fernsehserie, Episode 3x14)
- 2007: Grey’s Anatomy (Fernsehserie, Episode 4x02)
- 2008: Bones – Die Knochenjägerin (Bones, Fernsehserie, Episode 4x02)
- 2008: Ghost Whisperer – Stimmen aus dem Jenseits (Ghost Whisperer, Fernsehserie, Episode 4x06)
- 2008: The Nanny Express (Fernsehfilm)
- 2008: Knight Rider (Fernsehserie, Episode 1x08)
- 2009: Castle (Fernsehserie, Episode 2x02)
- 2009: Private Practice (Fernsehserie, Episode 3x07)
- 2010: CSI: Miami (Fernsehserie, Episode 8x12)
- 2010: Confession
- 2010: Drop Dead Diva (Fernsehserie, Episode 2x10)
- 2010: Navy CIS (NCIS, Fernsehserie, Episode 8x06)
- 2010: Black Widow
- 2010: Take Me Home
- 2011: I Met a Producer and Moved to L.A. (Fernsehfilm)
- 2012: Cupid, Inc. (Fernsehfilm)
- 2012: Murder on the 13th Floor
- 2012: Rizzoli & Isles (Fernsehserie, Episode 3x08)
- 2012: Flashpoint – Das Spezialkommando (Flashpoint, Fernsehserie, Episode 5x07)
- 2013: Monday Mornings (Fernsehserie, Episode 1x01)
- 2013: Hawaii Five-0 (Fernsehserie, Episode 3x17)
- 2013: Gefährliche Lehrerin (Dirty Teacher, Fernsehfilm)
- 2013: Blood Shot
- 2013: Curse of Chucky
- 2013: Criminal Minds (Fernsehserie, Episode 9x11)
- 2013: Heart of Dance
- 2013–2015: Cedar Cove – Das Gesetz des Herzens (Cedar Cove, Fernsehserie, 31 Episoden)
- 2014: The Crazy Ones (Fernsehserie, Episode 1x13)
- 2014: Nachts im Museum: Das geheimnisvolle Grabmal (Night at the Museum: Secret of the Tomb)
- 2015: Eine Weihnachtsmelodie (A Christmas Melody, Fernsehfilm)
- 2015–2018: UnREAL (Fernsehserie, 38 Episoden)
- 2017: The Catch (Fernsehserie, 2 Episoden)
- 2017: All of My Heart: Inn Love (Fernsehfilm)
- 2018: Weihnachten in Grand Valley (Christmas at Grand Valley, Fernsehfilm)
- 2019: All Summer Long (Fernsehfilm)
- 2019–2021: Crossword Mysteries (Fernsehserie, fünf Folgen)
- 2020: Abracadaver (Fernsehfilm)